# Кочанур
Кочанур (мар. Кучанур) — деревня в Сернурском районе Республики Марий Эл. Входит в состав Сердежского сельского поселения.
Находится в 800 м к востоку от посёлка городского типа Сернур. К северу от деревни протекает река Сердяжка.

## История
Деревня была основана в конце XVIII — начале XIX веков. Первое письменное упоминание относится к 1811 году. В метрической книге родившихся Уржумского уезда сохранилась запись «…починка Колчанура у новокрещена Алексея Иванова Акпылатова дочь Евфимия…». По материалам VII ревизии 1834 года в селе Макарово «деревни Кул Чанур тож» числилось 11 дворов.
В 1971 году был открыт автобусный маршрут Сернур — Кочанур.

## Население
| 2002 | 2010 |
| ---- | ---- |
| 245  | ↗288 |

## Описание
Через деревню проходит автомобильная трасса, которая проходит по улицам Саван урем и Коремвал.
В деревне имеется газопровод.
В деревне действовала деревянная начальная школа (4 класса), которая была закрыта в начале 1980-х годов.
Сельчане, которые сохранили марийскую языческую веру, ходят в священные рощи. Некоторые являются прихожанами церкви Архангела Михаила в Сернуре.
Некоторые жители деревни до сих пор занимаются такими промыслами, как пчеловодство, плетение корзин, и традиционная марийская вышивка.
В деревне действует Кочанурский сельский клуб.

## Этимология
В переводе с марийского языка означает «дедово поле». По другой версии название деревни происходит от марийских слов «куча» («ловит») и «нур» («поле») и переводится как «ловящее поле». В письменных источниках начала XIX века сохранились названия «Кул Чанур», «Колчанур», «Кулчанур» и др. Это обусловило появление различных версий происхождения названия деревни.